# Joachim Wendt
Joachim Karl „Benny” Wendt (ur. 8 grudnia 1962 w Spittal an der Drau) – austriacki szermierz.

## Życiorys
Ma w dorobku szereg medali mistrzostw Europy: złoto indywidualnie w 1993, srebro (drużynowo) w 2000 i brąz (indywidualnie) w 1994 i (drużynowo) w 1998 roku.
Reprezentował Austrię podczas Letnich Igrzysk Olimpijskich w 1984, 1988, 1992, 1996 i 2000 roku.